# Rożnowo Nowogardzkie
Rożnowo Nowogardzkie [rɔʐˈnɔvɔ nɔvɔˈɡart͡skʲɛ] (tiếng Đức: Rosenow)  là một ngôi làng thuộc khu hành chính của Gmina Maszewo, thuộc hạt Goleniów, West Pomeranian Voivodeship, ở phía tây bắc Ba Lan. Nó nằm khoảng 6 kilômét (4 mi) phía tây Maszewo, 13 km (8 mi) về phía đông nam của Goleniów và 28 km (17 mi) về phía đông của thủ đô khu vực Szczecin.